# Pietro Antoniani
Pietro Antoniani, né à Milan vers 1740 et mort en 1805, est un peintre italien qui peint principalement des marines et des paysages.

## Biographie
Comme Giacinto Gigante, qui appartient à la génération suivante, il reprend les goûts britanniques, les éruptions volcaniques du Vésuve constituent un sujet populaire pour l'artiste. Il est probablement un élève de Jacob Philipp Hackert et préfigure les sujets de l'École du Pausilippe.

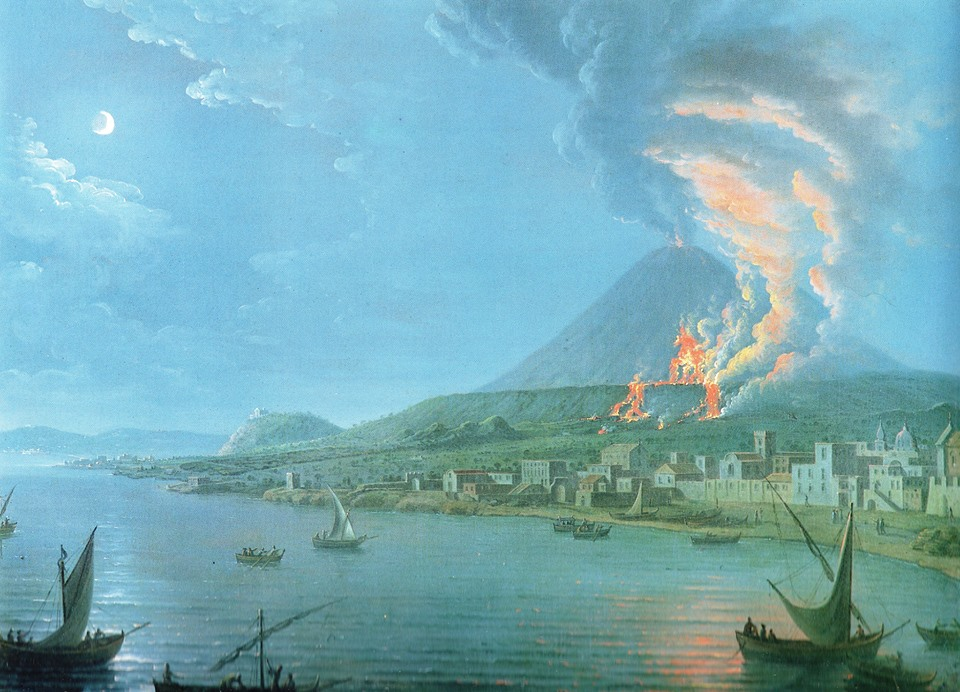
Eruzione del 1767 verso Torre Annunziata
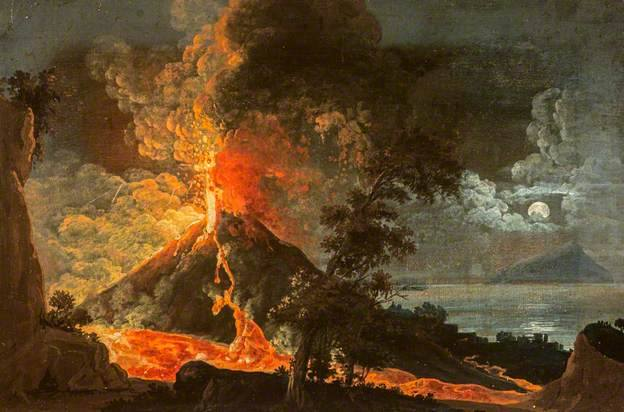
Eruzione del 1767
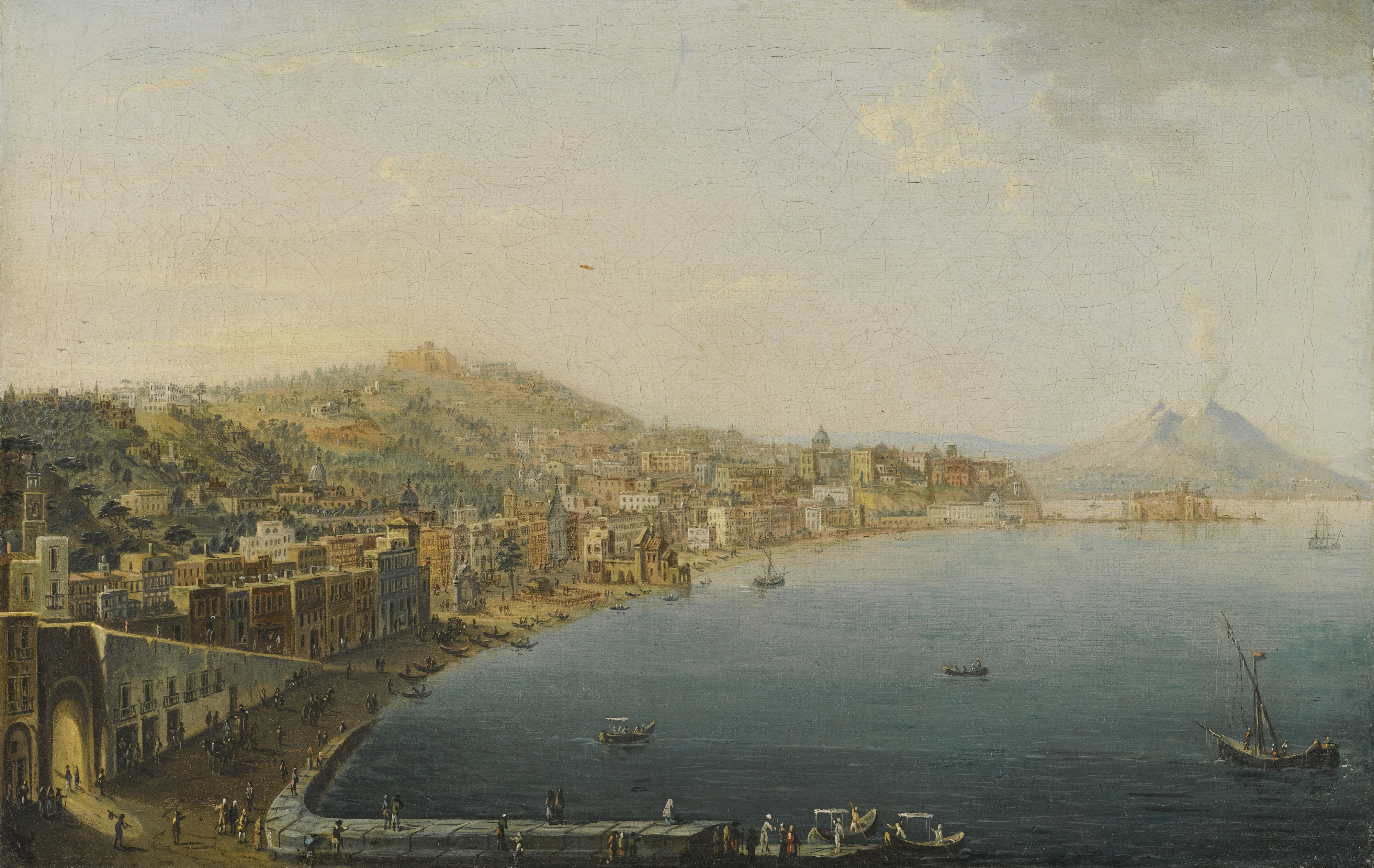
Napoli, una visione della Riviera di Chiaia dal Convento di Sant Antonio